# تنگ الدوای
تنگ اُلدُوای تنگی در شمال تانزانیا است. این تنگ به سبب یافت‌شدن سنگواره‌هایی کهن از دودمان انسان در چینه‌های آن، نزد دیرین‌مردم‌شناسان شهرتی بسزا دارد. چنان‌که آن را گهوارهٔ بشریت خوانده‌اند.